# Битва при Луго
Битва при Луго, произошедшая 5 января 1809 года, была эпизодом Пиренейской войны, являющейся частью наполеоновских войн.

## Предыстория

Французские кампании 1808 и 1811 годов

После катастрофической Синтрской конвенции, которая позволила отправиться на родину французским войскам, потерпевшим поражение в битве при Вимейру, командующие британской армией (включая Артура Уэлсли, будущий герцог Веллингтон) были отозваны в Британию для судебного разбирательства. Таким образом, британские экспедиционные войска в Испании и Португалии были оставлены под командованием Джона Мура, военного, известного своими реформами в тактике лёгкой пехоты.
Наполеон лично возглавил армию в Испании, и 4 декабря французы вступили в Мадрид. Наполеон продолжал преследовать Джона Мура до Асторги, а 1 января приказал продолжать преследование Сульту. Мур был вынужден отступать в Ла-Корунью, чтобы покинуть Пиренейский полуостров. Отступление во время суровой зимы было ужасно. Изнурительные марши, морозная погода и частые стычки с авангардом французских войск привели к расцвету алкоголизма в британских войсках и массовому дезертирству.
Отсутствие связи между союзниками также способствовало их поражениям. Роль британской армии под командованием Мура состояла в том, чтобы поддерживать испанские армии в их борьбе с Наполеоном, но когда Мур прибыл в Саламанку, он не знал, что Наполеон уже победил испанцев. После этого было предпринято много усилий для централизации управления и связи, чаще всего под командованием британских командиров, таких как Уэлсли и Бересфорд.
Мур прибыл в Луго 6 января и решил отдохнуть несколько дней, выбирая, в какой порт ему идти — Виго, Ла-Корунья и Ферроль. Во время отступления армия рассеялась, и дисциплина неуклонно падала. Решив идти в Ла-Корунью, он оповестил об этом авангард, уже отправившийся в Виго, но приказы Мура не прибыли вовремя, и большую часть 5 января дивизия ходила вперед и назад через горы, прежде чем наконец добралась до Луго.

## Битва
Благодаря поддержке бригады Лейта, Мур смог выставить19-20 тыс. человек между Миньо и Кастроверде. Британцы заняли в Луго надёжную позицию, защищённую справа рекой Миньо, слева неприступными холмами, а спереди линией невысоких каменных стен.
Маршал Сульт прибыл в Луго 6 января, но его армия рассеялась во время долгого похода по горам, и из 20 тыс. пехотинцев и 6 тыс. кавалеристов в наличии у него было всего 12 тыс. человек. Сульт ожидал прибытия дивизии Этьена Эдле де Бьера, поскольку не знал, придётся ли ему столкнуться со всей армией Мура или только с арьергардом Пэджета.
7 января Сульт провёл ряд атак, начиная с артиллерийского обстрела британского центра, который был подавлен огнём пятнадцати британских пушек — намного больше, чем имелось в наличии у Пэджета у Какабелоса и Константино. Возле Миньо генерал Рено атаковал британский правый фланг, но был отбит гвардейской бригадой Дэвида Бэйрда; впрочем, сражение было не слишком интенсивным. Наиболее серьёзные боевые действия произошли на левом фланге, где кавалерия Жан-Батиста Франчески встретила жестокий отпор дивизии Пэджета и британской кавалерии. В центре 2-й лёгкий пехотный полк и 36-й линейный пехотный полк дивизии Мерля атаковали деревню Виланова, защищаемую дивизией генерала Хоупа, и понесли серьёзные потери.

## Итог
Французы потеряли 300 человек убитыми и ранеными, в то время как британцы только 50. После битвы обе армии остались на прежних позициях.
8 января Сульт решил дождаться подкрепления, потому что поблизости находилась вторая французская армия под командованием маршала Нея, а в полночь с 8 по 9 января англичане возобновили отступление на Ла-Корунью. 16 января 1809 года в Ла-Корунье произошла битва, которую хотели многие офицеры из окружения Мура.